# Kjersti Bjorn-Roli
Kjersti Bjorn-Roli (Anchorage, 6 agosto 1976) è un'ex sciatrice alpina statunitense.

## Biografia
Specialista delle prove veloci, debuttò in campo internazionale in occasione dei Mondiali juniores di Lake Placid 1994 ed esordì in Coppa del Mondo il 16 marzo dello stesso anno a Vail in discesa libera arrivando 18ª: tale risultato sarebbe rimasto il migliore della Bjorn-Roli nel massimo circuito internazionale. In Nor-Am Cup conquistò l'ultima vittoria il 6 dicembre 1995 a Lake Louise in discesa libera e l'ultimo podio il 2 aprile 1999 a Mount Bachelor in supergigante (3ª); prese per l'ultima volta il via in Coppa del Mondo il 19 dicembre 1999 a Sankt Moritz in supergigante, senza completare la gara, e si ritirò poco dopo: la sua ultima gara fu il supergigante di Coppa Europa disputato il 22 dicembre all'Alpe d'Huez, chiuso dalla Bjorn-Roli al 46º posto. Non prese parte a rassegne olimpiche o iridate

## Palmarès

### Coppa del Mondo
- Miglior piazzamento in classifica generale: 107ª nel 1996

### Coppa Europa
- Miglior piazzamento in classifica generale: 8ª nel 1996
- 2 podi (dati dalla stagione 1994-1995):
  - 1 vittoria
  - 1 terzo posto

#### Coppa Europa - vittorie
| Data            | Località   | Paese   | Specialità |
| --------------- | ---------- | ------- | ---------- |
| 31 gennaio 1996 | Innerkrems | Austria | DH         |

Legenda:

DH = discesa libera

### Nor-Am Cup
- Vincitrice della classifica di discesa libera nel 1994[senza fonte]
- 4 podi (dati dalla stagione 1994-1995):
  - 1 vittoria
  - 1 secondo posto
  - 2 terzi posti

#### Nor-Am Cup - vittorie
| Data            | Località    | Paese  | Specialità |
| --------------- | ----------- | ------ | ---------- |
| 6 dicembre 1995 | Lake Louise | Canada | DH         |

Legenda:

DH = discesa libera

### Campionati statunitensi
- 2 medaglie (dati dalla stagione 1994-1995):
  - 2 bronzi (discesa libera nel 1996; supergigante nel 1999)